# Paul Widerkehr

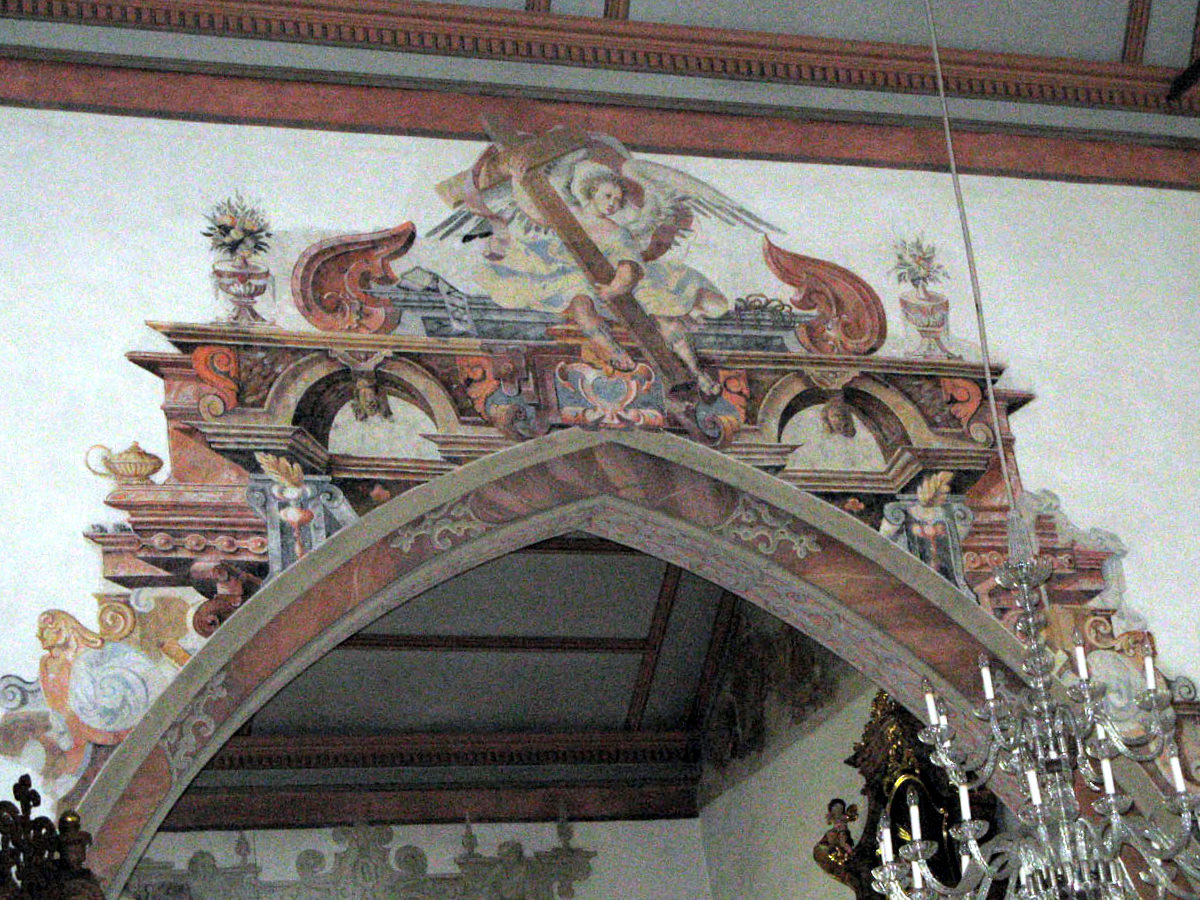
Renovierte Widerkehr-Fresken in der Stadtkirche Bremgarten

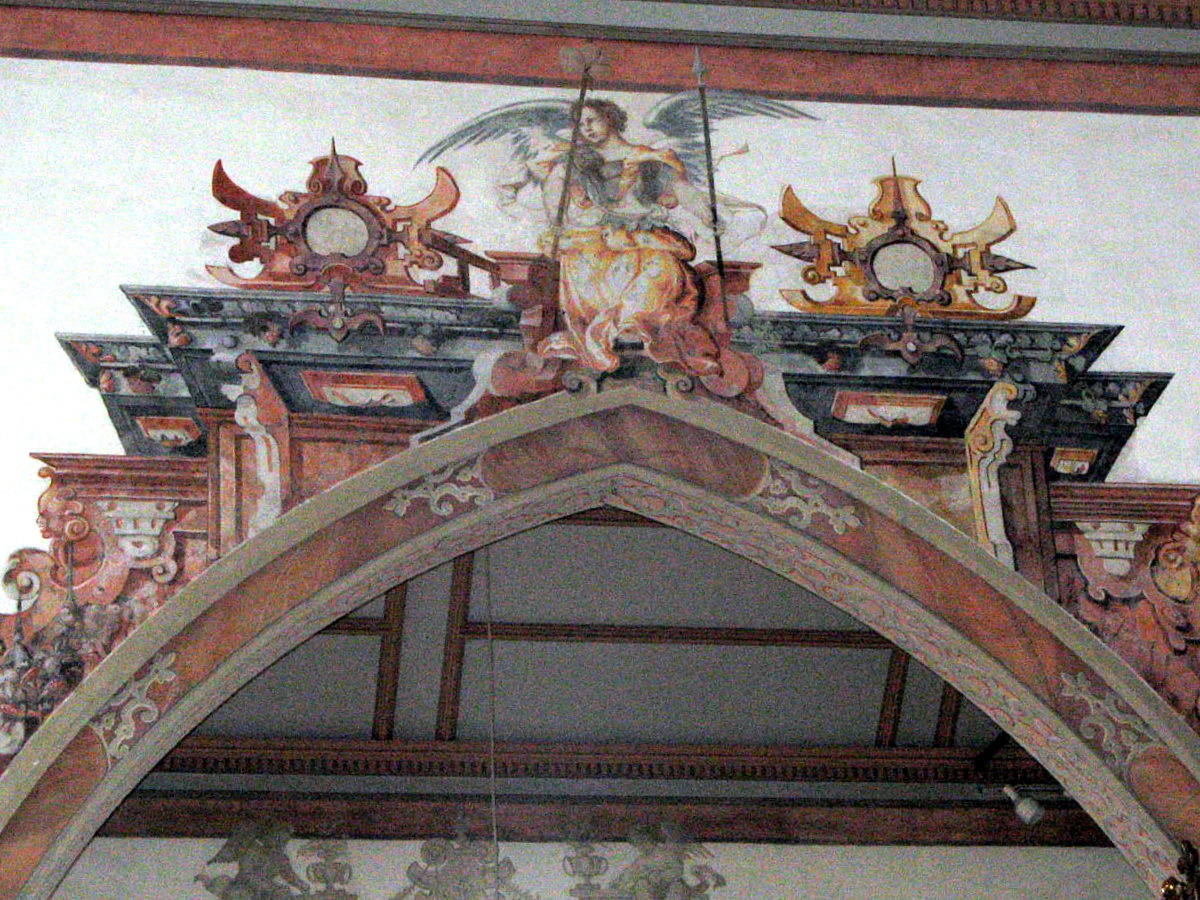
Renovierte Widerkehr-Fresken in der Stadtkirche Bremgarten

Paul Widerkehr (* 1580; † 1649) war ein Schweizer Künstler aus Bremgarten. Seine Arbeiten werden zu der Spätrenaissance gezählt. Zu seinen Werken gehören die Wandbilder der Kirche St. Leodegar in Schönenwerd aus dem Jahr 1628, die Fresken im Chor und im Hauptschiff der Stadtkirche St. Nikolaus von 1630 in Bremgarten. Die Fresken waren seit 1780 durch die Barockisierung der Kirche übermalt und sind durch einen Kirchenbrand 1984 schwer beschädigt und im Chor völlig zerstört worden.  Arbeiten von ihm befinden sich auch im Kloster Hermetschwil.

## Belege
- Beschreibung der Stiftskirche Schönenwerd
- Fresken der Gotik und der Renaissance (Stadtkirche  St. Nikolaus)

| Personendaten    | Personendaten                          |
| ---------------- | -------------------------------------- |
| NAME             | Widerkehr, Paul                        |
| KURZBESCHREIBUNG | Schweizer Künstler der Spätrenaissance |
| GEBURTSDATUM     | 1580                                   |
| STERBEDATUM      | 1649                                   |